# Passage Du Desir
Passage Du Desir (с фр. — «Пассаж Желания») — восьмой студийный альбом американского кантри-певца и автора Стерджила Симпсона, вышедший 12 июля 2024 года на лейбле High Top Mountain. Исполнитель предстал в образе своего альтер-эго Johnny Blue Skies (первый студийник под этим псевдонимом и восьмой в сумме для Симпсона). Альбом спродюсировали David R. Ferguson и Стерджил Симпсон. Он получил положительные отзывы критиков. Симпсон заявил, что этот альбом представляет собой новый этап в его карьере и не предварялся промо-синглами, но будет поддержан туром под его собственным именем с Johnny Blue Skies в качестве специального гостя.

## История
Симпсон решил взять сценический псевдоним для Passage du Desir, чтобы остаться в соответствии со своей позицией — выпустить только пять оригинальных студийных альбомов под своим настоящим именем. Имя «Johnny Blue Skies» («Джонни Голубые Небеса») было дано Симпсону барменом в Лексингтоне, штат Кентукки, который представлял Симпсона под этим псевдонимом всякий раз, когда тот начинал выступление в баре с открытым микрофоном. Ранее Симпсон включил «Johnny Blue Skies» в примечания к упаковке A Sailor’s Guide to Earth, своего третьего студийного альбома, и дал это имя в сопроводительном фильме к Sound & Fury, своему четвёртому студийному альбому.
Симпсон записал Passage du Desir на студиях Abbey Road в Лондоне и Clement House Recording Studios в Нашвилле, штат Теннесси.

## Композиция
В песне «Scooter Blues» Стерджил поёт «Я сяду на скутер, поеду в магазин, и когда люди спросят: Это вы? Я отвечу: „Уже нет“». И это не единственный случай, когда Стерджилл Симпсон поёт об уходе от своего старого имени и личности в Passage du Desir, первом альбоме, который он выпустил под именем Johnny Blue Skies. Симпсон принял это новое имя после кровоизлияния в голосовые связки во время тура в поддержку The Ballad of Dood & Juanita, травмы, которая оставила певца без голоса и в глубокой депрессии. Переезд в Париж вернул ему бодрость духа, что привело к возрождению Johnny Blue Skies. Само название Passage du Desir намекает на новый дом Симпсона, как и слабые континентальные аккордеоны, которыми начинается запись, но самое замечательное в этом альбоме 2024 года то, что в нём нет ощущения, будто он бежит от своего прошлого.

## Отзывы
| Совокупная оценка | Совокупная оценка |
| Источник          | Оценка            |
| ----------------- | ----------------- |
| Metacritic        | 89/100            |
| Оценки критиков   |                   |
| Источник          | Оценка            |
| AllMusic          | [ 1 ]             |
| Paste             | [ 7 ]             |
| Pitchfork         | [ 8 ]             |
| Rolling Stone     | [ 9 ]             |
| Slant Magazine    | [ 10 ]            |
| Sputnikmusic      | [ 11 ]            |

Альбом получил положительные отзывы музыкальных критиков и интернет-изданий. Согласно агрегатору рецензий Metacritic, Passage du Desir получил «всеобщее признание» на основе средневзвешенного балла 89 из 100 от 12 критиков.
Джон Амен, написавший рецензию для Beats Per Minute, отметил: «Голос Симпсона звучит как никогда звонко, а его мелодичные чувства проявляются в полной мере. На протяжении восьми песен и 41 минуты он создаёт возвышенную и проникновенную работу, вызывающую эпические полюса опыта: одиночество и принадлежность, забвение и благодарность, веру и сомнение». Эндрю Сачер из BrooklynVegan написал, что на этом релизе «каждая песня привносит что-то уникальное», и «в этой работе он вбирает в себя кантри, блюз, соул и южный рок конца 60-х — начала 70-х годов, с песнями, которые чешут тот же зуд, что и такие группы, как Allman Brothers, The Band и Gram Parsons». В Consequence of Sound Мэри Сироки назвала этот LP «красиво слоистым», смешивающим жанры и настроения, такие разные, как желание и юмор, который оставляет слушателей «с ощущением, что Симпсон только разогревается». Шон Донохью, написавший для Glide Magazine, заявил, что этот релиз включает в себя всё «ядро Симпсона», со «смешением кантри-аутлоу с классическим нэшвиллским поп-роком и слегка психоделическими расцветами», с особенно сильным производством.
Редакторы Paste выбрали этот альбом в качестве Paste Pick, где он получил оценку 9,7 из 10, а критик Мэтт Митчелл назвал его «введением и возрождением», где «Симпсон остаётся переходным, но жаждет быть неподвижным» и «Симпсон делает все возможное, чтобы бродить по грязи величайших жизненных романов и фундаментальных истин до тех пор, пока его ноги могут делать шаги». Редакторы Pitchfork оценили этот релиз в 8,5 из 10, объявив его одним из лучших новых музыкальных произведений, а критик Стивен М. Deusner назвал его «выдающимся альбомом, который умело балансирует между космическим и аутлоу-кантри» и похвалил лёгкость текстов. Джон Блистайн из Rolling Stone оценил эту работу в 4 из 5 звёзд, назвав её «одной из самых глубоких музык Симпсона» с текстами, которые «тяжелы от душевной боли, отягощены прошлыми ошибками, дрейфуют в несбыточных мечтах и отчаянно ищут облегчения», а «музыка, окружающая голос Симпсона, богата и динамична, наполнена моментами подлинного музыкального восторга, которые выступают в качестве своего рода противовеса».
Стив Эриксон, написавший обзор для Slant Magazine, поставил этому релизу 4 из 5 звёзд, отметив «классическое рок-звучание», напоминающее кантри и рок 1970-х, песни с различными настроениями, «более мрачными подводными течениями» и «научно-фантастическими образами [которые] разбиваются о понятие смертности». Джейкоб Пол Нильсен из Stereogum заявил, что «окутанный новой личностью Джонни Блюз Скайса, Симпсон создал одни из своих лучших песен на сегодняшний день», сравнивая использование альтер-эго с Дэвидом Боуи и Бобом Диланом. Sputnikmusic оценил Passage du Desir в 4,0 балла из 5, заявив, что «это самый личный и пронзительный релиз Симпсона за последние восемь лет». На Uproxx Стивен Хайден подчеркнул преемственность с предыдущими работами Симпсона благодаря наличию бэк-группы, которая была у него в 2010-х годах, заявив, что «в истинно парадоксальной манере Стёрджилла Симпсона быть кем-то другим дало ему разрешение быть более похожим на себя», что привело к «самой дружелюбной музыке в музыкальной карьере Стёрджилла».
Стивен Томас Эрлевайн из AllMusic отметил, что «В Passage du Desir веет прохладный ветерок, мягкость, которая отвлекает от музыкальных блужданий Симпсона. Стилистически он такой же неугомонный, как и всегда, переходя от простецких кантри-баллад к податливому R&B, предлагая блаженное буги в „Scooter Blues“ и заканчивая все это дело „One for the Road“, сумеречным прощанием, чьё душевное медленное горение завершается в театральности Pink Floyd. Кроме лёгкой новой волны в „Right Kind of Dream“ — её сверкающий неон в равной степени обязан яхтенному кантри — в поворотах Passage du Desir нет ничего неожиданного, кроме его вибрации. Здесь нет тяжести, нет ощущения мучений. Даже когда он поёт о „Болоте печали“ в „Swamp of Sadness“ и задаётся вопросом „Если солнце никогда больше не взойдёт“, очевидно, что Симпсон пробился сквозь тьму, обосновавшись там, где ему абсолютно комфортно в своей коже и шрамах».

### Итоговые годовые списки
| Публикация/критик | Список                             | Ранг | Ссылка |
| ----------------- | ---------------------------------- | ---- | ------ |
| Consequence       | 50 Best Albums of 2024             | 4    | [ 17 ] |
| MOJO              | 75 Best Albums of 2024             | 57   | [ 18 ] |
| Rolling Stone     | The 30 Best Country Albums of 2024 | 3    | [ 19 ] |
| Uncut             | 80 Best Albums of 2024             | 17   | [ 20 ] |

## Список композиций
Все песни написаны Johnny Blue Skies.
1. «Swamp of Sadness» — 4:58
2. «If the Sun Never Rises Again» — 4:47
3. «Scooter Blues» — 3:38
4. «Jupiter’s Faerie» — 7:24
5. «Who I Am» — 3:07
6. «Right Kind of Dream» — 5:17
7. «Mint Tea» — 3:37
8. «One for the Road» — 8:55

## Позиции в чартах
| Чарт (2024)                                    | Высшая позиция |
| ---------------------------------------------- | -------------- |
| Нидерланды (Album Top 100)                     | 76             |
| Шотландия (Scottish Albums Chart)              | 75             |
| Великобритания (UK Digital Albums Chart)       | 48             |
| 12                                             |                |
| Великобритания (UK Country Albums Chart)       | 5              |
| Великобритания (UK Independent Albums Chart)   | 20             |
| США (Billboard 200)                            | 29             |
| США (Billboard Top Country Albums)             | 9              |
| США (Top Rock & Alternative Albums, Billboard) | 8              |